# Phthiracarus persimilis
Phthiracarus persimilis är en kvalsterart som beskrevs av Wojciech Niedbała 1998. Phthiracarus persimilis ingår i släktet Phthiracarus och familjen Phthiracaridae. Inga underarter finns listade i Catalogue of Life.